# Sega Touring Car Championship
Sega Touring Car Championship (セガツーリングカーチャンピオンシップ), parfois appelé simplement Sega Touring Car et abrégé STCC ou STC, est un jeu vidéo de course de grand tourisme de type arcade sorti en septembre 1996 sur le système d'arcade Sega Model 2 CRX, puis sur Sega Saturn à partir de novembre 1997 et sur Windows à partir de février 1998. Le jeu a été développé par AM Annex sur Model 2, par CSK sur Saturn et par Sega PC sur Windows. Il a été édité par Sega, sauf au Brésil où la version Saturn a été commercialisée par Tec Toy.

## Système de jeu
Sur Saturn, Sega Touring Car Championship peut être utilisé avec une manette classique, mais aussi avec l'Arcade Racer Joystick, le volant officiel de la console, ou avec le 3D Control Pad de NiGHTS into Dreams….

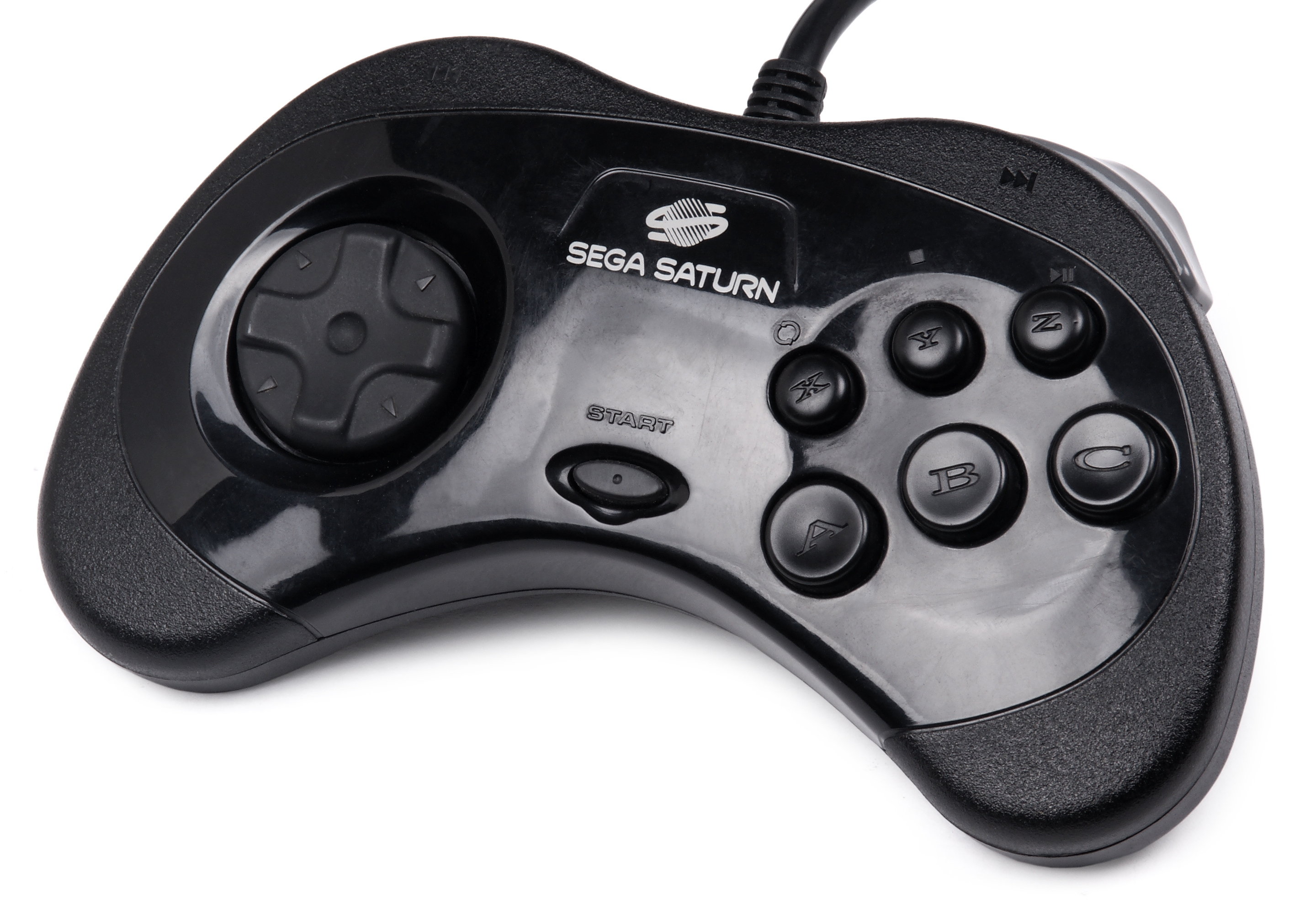
Le second modèle du Control Pad, une des manettes classiques de la console.
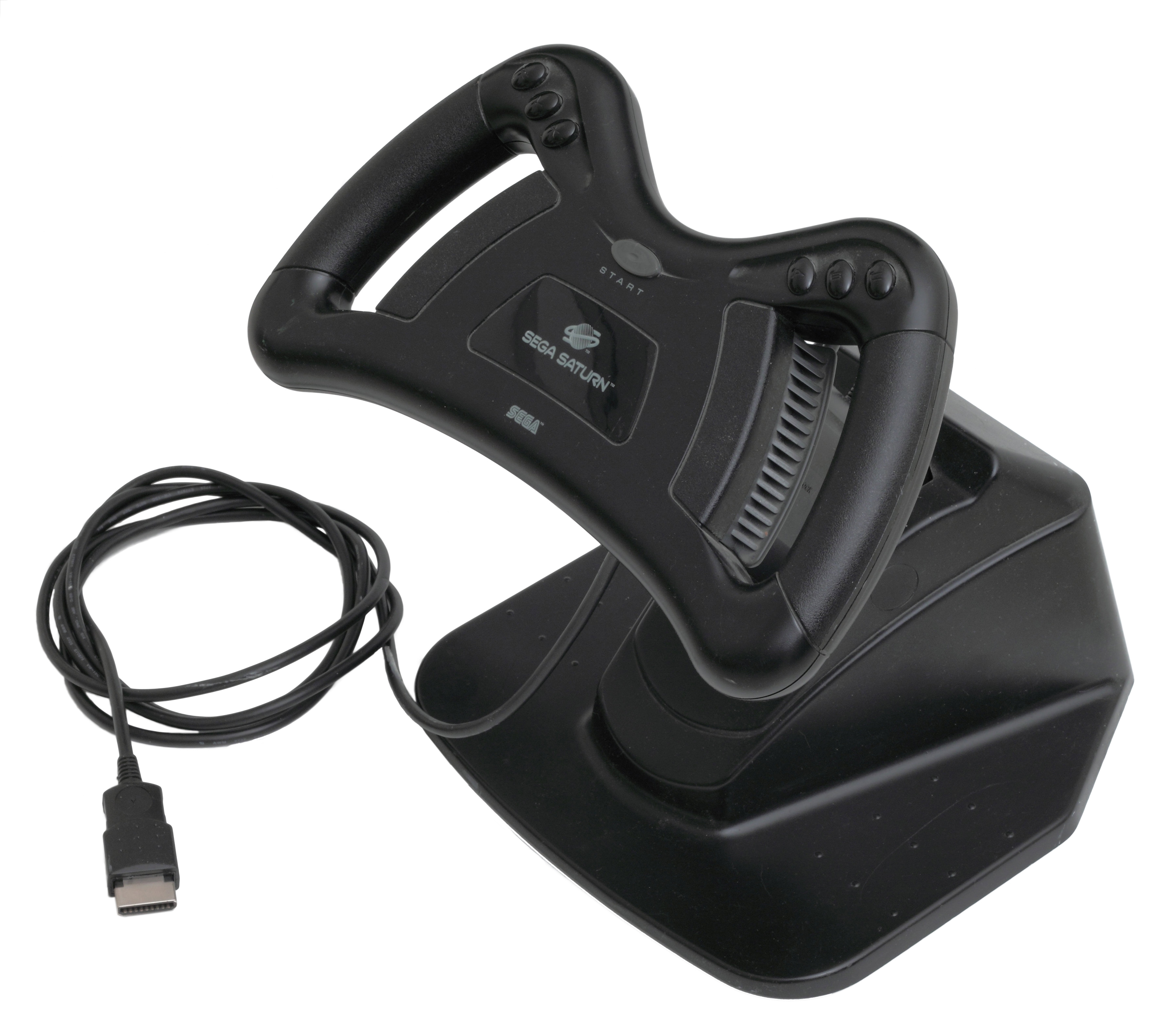
L'Arcade Racer Joystick, le volant officiel de la Saturn.
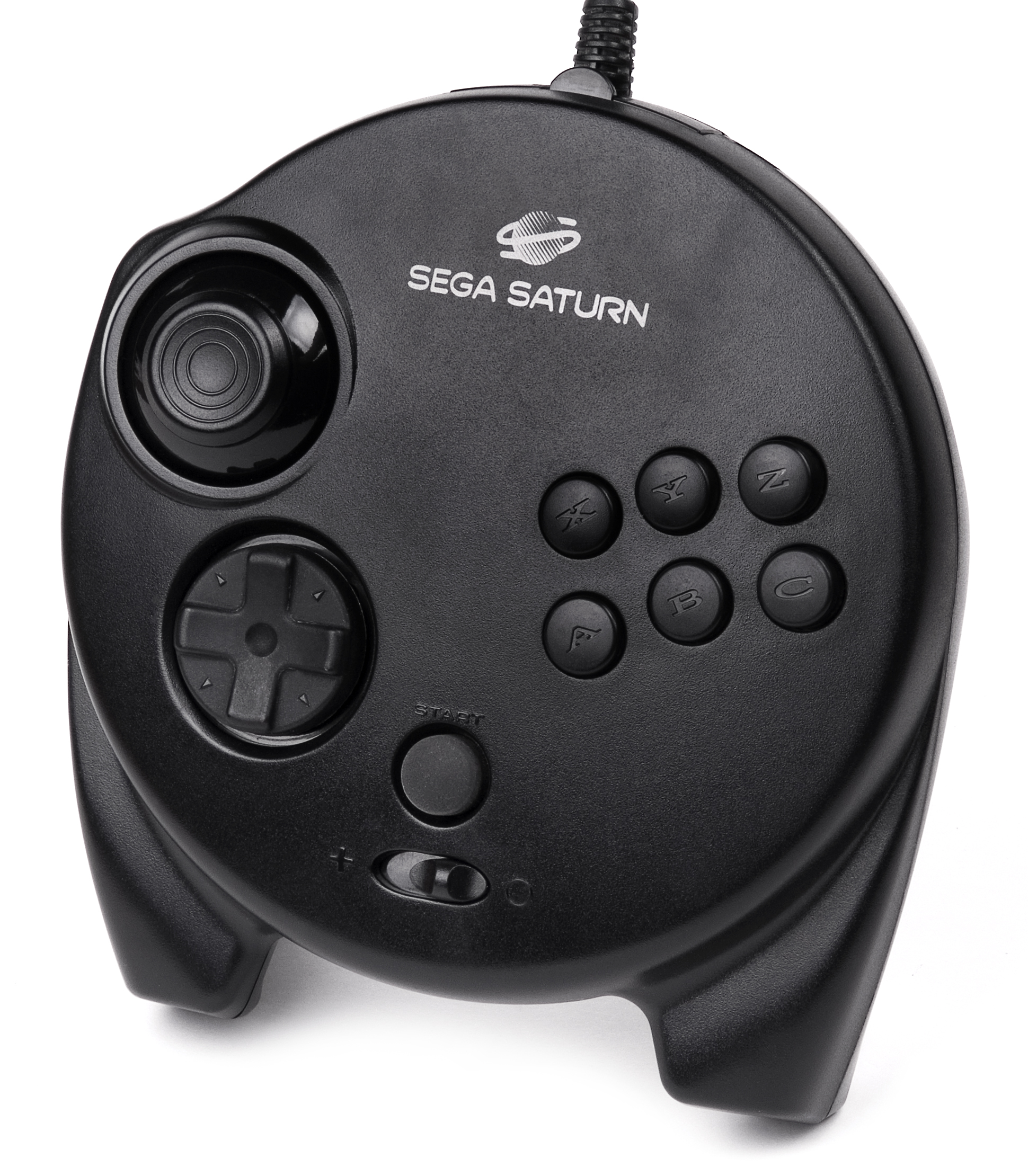
Le 3D Control Pad, la manette analogique de la console.

## Réception

### Postérité
En février 1998, le magazine britannique Saturn Power dresse un « top 100 » des jeux Saturn européens et positionne Sega Touring Car Championship à la 71e place, derrière Die Hard Arcade ; le jeu est cependant exclu du « top 5 » des meilleurs jeux de course de la console.